# Voudenay
Voudenay település Franciaországban, Côte-d’Or megyében. Lakosainak száma 193 fő (2022. január 1.). Voudenay Viévy, Igornay, Magnien, Manlay, Marcheseuil és Barnay községekkel határos.

## Népesség
A település népessége az elmúlt években az alábbi módon változott:
| Lakosok száma | 311  | 243  | 242  | 200  | 189  | 189  | 190  | 192  | 192  | 193  |
|               | 1968 | 1982 | 1990 | 2006 | 2013 | 2015 | 2017 | 2019 | 2020 | 2022 |